# آگوستین دستریباتس
آگوستین دستریباتس (به انگلیسی: Agustín Destribats؛ زادهٔ ۳۰ اکتبر ۱۹۹۷) یک کشتی‌گیر آزادکار اهل آرژانتین است. وی سابقه حضور در المپیک ۲۰۲۰ توکیو را دارد.